# ماهواره‌بر ذوالجناح
ماهواره‌بر ذوالجناح ماهواره‌برِ ایرانیِ ساخت وزارت دفاع و پشتیبانی نیروهای مسلح است که در تاریخ ۱۳ بهمن ۱۳۹۹ از آن رونمایی شد، و در مسیری زیر مداری از پایگاه فضایی سمنان به فضا پرتاب شده است. به نقل از سخنگوی امور فضایی وزارت دفاع: ماموریت اصلی این ماهواره‌برِ سوخت جامد، قرار دادن ماهواره با وزنی حدود دویست و بیست کیلوگرم در مدار ۵۰۰ کیلومتری دایروی می‌باشد.. ماهواره‌بر ذوالجناح  در مرحله اول و  در مرحله دوم، از سوخت جامد استفاده می‌نماید؛ اما در مرحله سوم  از سوخت مایع بکار می‌برد. 
به گفته سیداحمد حسینی سخنگوی فضایی وزارت دفاع: ساخت ماهواره‌بر ذوالجناح در شاکلهٔ  پروژه‌ای بنام «حضرت فاطمه الزهراء» انجام گردیده است و پرتابِ آن، اولین پرتاب ماهواره‌بر ترکیبی (سوخت جامد و مایع) ذوالجناح بوده است.
سخنگوی وزارت دفاع در برنامه زنده ثریا در تاریخ ۱۵ خرداد ۱۴۰۱ اعلام کرد که قرار است ماهواره بر ذوالجناح دو تست کاوشی و زیر مداری را امسال به سر انجام برسد .

## مشخصات
طول ماهواره‌بر ذوالجناح ۲۵٫۵ متر، قطر آن ۱٫۵ متر و وزن آن ۵۲ تن هست. مرحله اول و دوم آن از یک موتور سوخت جامد یکسان با قطر ۱٫۵ متر و با رانش ۷۴ تن بهره می‌برند، و مرحله سوم از یک موتور سوخت مایع(C
۲N
۲H
۸\N۲O۴) با قطر ۱٫۲۵ متر و با رانش ۳٫۵ تن بهره می‌برد. ذوالجناح می‌تواند یک ماهواره ۲۲۰ کیلویی یا منظومه ماهواره ای متشکل از ده ماهواره سبک‌تر ۲۰ کیلویی تاسواره ای را در مدار نزدیک زمین قرار دهد.
ذوالجناح سومین ماهواره بر غیرنظامی ساخت ایران است (بعد از سفیر و سیمرغ). از قابلیت‌های قابل توجه ذوالجناح: قابلیت حمل در جاده، حمل با تی‌ایی‌ال‌‌های موشکی، و نیاز به زمان کم برای سوختگیری است که باعث شده برخی از تحلیلگران نظامی از ذوالجناح به عنوان اولین موشک عملیاتی شبه قاره‌پیما ایران یاد کنند.

## تاریخچه پرتاب
| شماره پرتاب | تاریخ        | محموله | نتیجه پرتاب | توضیحات                  |
| ----------- | ------------ | ------ | ----------- | ------------------------ |
| 1           | ۱۳ بهمن ۱۳۹۹ | هیچ    | موفق        | اولین تست پرواز زیرمداری |
| 2           | ۵ تیر ۱۴۰۱   | هیچ    | موفق        | دومین تست پرواز زیرمداری |

## گالری

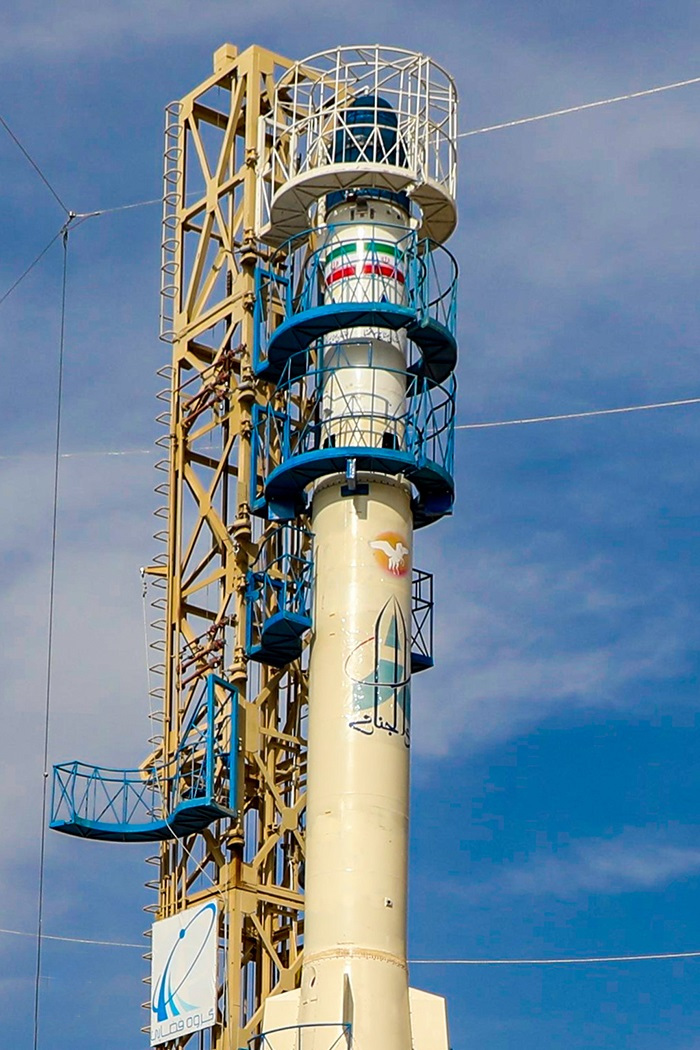
ذوالجناح در کنار برج خدماتی
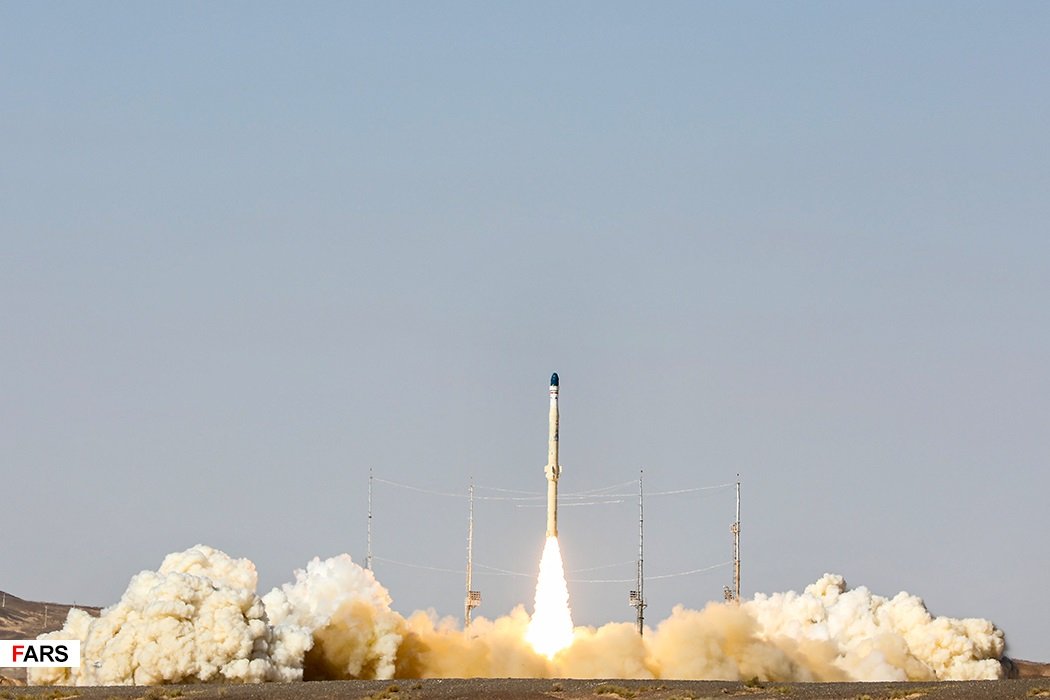
ذوالجناح در حال برخاستن از پایگاه فضایی سمنان
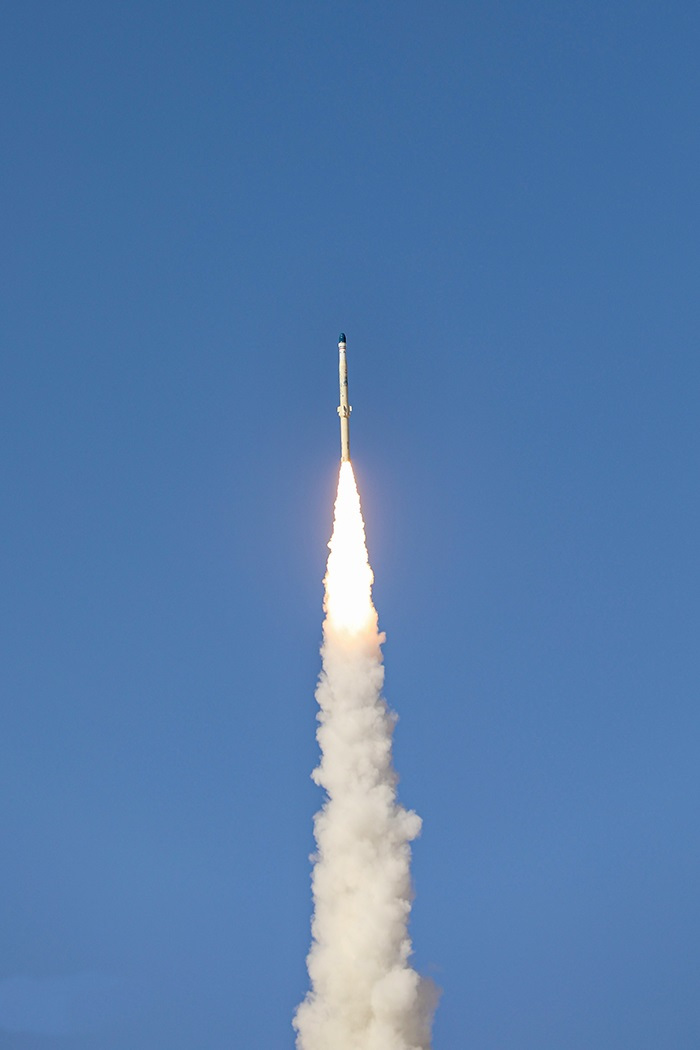
ذوالجناح در پرواز زیرمداری